# 2000 en sociologie
| Années de la sociologie : 1997 - 1998 - 1999 - 2000 - 2001 - 2002 - 2003    |
| Décennies de la sociologie : 1970 - 1980 - 1990 - 2000 - 2010 - 2020 - 2030 |

Cet article présente les événements de l'année 2000 dans le domaine de la sociologie.

## Publications

### Livres
- Laurent Mucchielli (dir.) et Dominique Duprez (dir.), Les désordres urbains : regards sociologiques.